# Chiloglanis normani
Chiloglanis normani är en fiskart som beskrevs av Pellegrin, 1933. Chiloglanis normani ingår i släktet Chiloglanis och familjen Mochokidae. IUCN kategoriserar arten globalt som nära hotad. Inga underarter finns listade i Catalogue of Life.